# Пети сазив Вијећа народа Републике Српске
Пети сазив Вијећа народа РС је конституисан 13. децембра 2018. године, уручивањем сертификата новим делегатима.

## Руководство
За председавајућу Вијећа народа изабрана је Нада Тешановић, док је за секретара Вијећа народа изабрана је Јована Чаркић.

## Делегати
Састав већа, по клубовима делегата је следећи:
- Клуб делегата из реда српског народа:
  - Живко Марјанац (СП)
  - Мирослав Лазаревић (ПДП)
  - Славко Дуњић (Уједињена Српска)
  - Војислав Глигић (НДП)
  - Драган Ристић
  - Огњен Тадић (ДНС)
  - Вукота Говедарица (СДС)
  - Јасна Лукић (СНСД)
- Клуб делегата из реда хрватског народа:
  - Нада Тешановић (СНСД)
  - Драганa Микић (СДС)
  - Зденка Гојковић (СП)
  - Давор Чордаш (ХДЗ БиХ)
  - Иво Камењашевић (ХДЗ БиХ)
  - Иво Мијић (ХДЗ БиХ)
  - Иво Бошњак (ХДЗ БиХ 1990)
  - Ђуро Ивановић (ХДЗ БиХ 1990)
- Клуб делегата из реда бошњачког народа:
  - Џевад Махмутовић (СДА)
  - Михнет Окић (СДА)
  - Мурис Чиркић (СДА)
  - Ахмет Чиркић (СДА)
  - Алија Табаковић (СДА)
  - Џемалудин Шабановић (СДА)
  - Игор Бошњак (СНСД)
  - Фарук Ђозић (СБиХ)
- Клуб делегата из реда осталих:
  - Раденко Рикић
  - Данијел Пухалић
  - Јована Чаркић (СНСД)
  - Франц Сошња (СНСД)